# Duffield (Alberta)
Duffield es una aldea en el centro de Alberta, Canadá, dentro del condado de Parkland. Se encuentra a 5 kilómetros sur de la autopista 16, aproximadamente 30 kilómetros oeste de Spruce Grove .
La comunidad tiene el nombre de George Duffield Hall.

## Demografía
Como lugar designado en el Censo de Población de 2016 realizado por Statistics Canada, Duffield registró una población de 67 habitantes viviendo en 26 de sus 30 viviendas privadas totales, un cambio de -5,6% con respecto a su población de 2011 de 71. Con un área de terreno de 0,32 km² (0,1 mi²), tenía una densidad de población de 209,4/km en 2016.
La población de Duffield según el censo municipal de 2009 del condado de Parkland es 69 habitantes.